# مات تايلور
مات تايلور (بالإنجليزية: Matt Taylor)‏ (17 أكتوبر 1981 بكولومبوس في الولايات المتحدة - ) هو لاعب كرة قدم أمريكي في مركز الهجوم. شارك مع منتخب الولايات المتحدة تحت 20 سنة لكرة القدم. أما مع النوادي، فقد لعب مع إف إس في فرانكفورت وبادربورن 07 وروت فايس آهلن وسبورتينغ كانساس سيتي ونادي ساربروكن ونادي شيفاز يو إس أي ونادي كوبلنتس وPortland Timbers (2001–2010) ‏ ونادي بروسيا مونستر وHollywood United F.C. ‏ وOrange County Blue Star ‏.

## وصلات خارجية
- مات تايلور على موقع الدوري الأمريكي (الإنجليزية)
- مات تايلور على موقع قاعدة بيانات كرة القدم.إي يو (الإنجليزية)
- مات تايلور على موقع بيانات كرة القدم. دي إي (الألمانية)
- مات تايلور على موقع عالم كرة القدم.نت (الإنجليزية)